# Hans E. Tütsch
Hans Emanuel Tütsch (* 27. März 1918 in Tägerwilen, Thurgau; † 26. April 2003 in Washington, D.C.) war ein Schweizer Journalist und Auslandkorrespondent.

## Leben
Hans E. Tütsch wurde 1918 als Sohn eines Maschinenindustriellen und einer Hôtelière in Tägerwilen im Kanton Thurgau in der Schweiz geboren. Nach einem Rechtsstudium in Zürich und Paris promovierte er 1944 in Zürich. Von 1944 an war er Redaktor beim Grenchner Tagblatt bis zu seinem Eintritt in die NZZ-Auslandredaktion. Zwischen 1947 und 1949 war Tütsch als Korrespondent in Prag, Budapest, Belgrad und Berlin tätig. Von 1950 bis 1951 war er Auslandredaktor in Zürich, bevor er bis 1954 als Auslandkorrespondent in Rom stationiert war. Nach einer Gast-Assistenzprofessur für Geschichte an der Wayne State University in Detroit (Michigan, USA) von 1954 bis 1955 war er bis 1961 auf der Auslandredaktion in Zürich zuständig für den Mittelmeerraum und unternahm ausgedehnte Reisen nach Italien, Griechenland, in die Türkei und in arabische Länder im Mittleren Osten und in Nordafrika. Tütsch erhielt darauf eine erneute Gastprofessur in Detroit (1961 bis 1962). Von 1962 bis 1963 war er Sonderkorrespondent in Rom im Zusammenhang mit dem Zweiten Vatikanischen Konzil und den italienischen Wahlen. Schliesslich war er von 1963 bis 1972 als Korrespondent für Frankreich und die NATO in Paris tätig. Von 1972 bis zu seiner Pensionierung 1981 arbeitete er als Nachfolger von Werner Imhoof als USA-Korrespondent in Washington, D.C. Nach seiner Pensionierung 1981 lebte Tütsch weiterhin in der amerikanischen Hauptstadt und blieb als Berichterstatter für die NZZ tätig. Er schrieb gelegentlich Beiträge über hintergründige Entwicklungen in der amerikanischen Gesellschaft oder bemerkenswerte Erscheinungen auf dem angelsächsischen Bücher- und Zeitschriftenmarkt. Tütsch verstarb 2003 in einem Vorort von Washington, D.C.

## Nachlass
1995 hat Hans E. Tütsch seinen Nachlass dem American Heritage Center (AHC) der University of Wyoming in Laramie (Wyoming, USA) geschenkt. Infolge einer Neuausrichtung seiner Sammlungspolitik hat das AHC den nach der Übernahme nicht weiter erschlossenen Nachlass 2008 dem Archiv für Zeitgeschichte der ETH Zürich geschenkt. Der Nachlass dokumentiert sowohl das eigene journalistische Schaffen von Hans E. Tütsch wie auch das schriftstellerische Werk seiner Ehefrau Brida Lazzarino Tütsch. Schwerpunkt bilden die gesammelten Beiträge, welche Tütsch während der Jahrzehnte als NZZ-Auslandkorrespondent veröffentlicht hat. Hinzu kommt eine umfangreiche Korrespondenz.

## Aufsätze
- The Greatest Show on Earth (1976/1984). In: Max Schweizer (Hrsg.): Diplomatenleben. Chronos Verlag, Zürich 2014.
- Grundfragen der Volkswirtschaft (1950). In: Max Schweizer (Hrsg.): Zwischen Ankara und Lausanne. Chronos Verlag, Zürich 2004.
- Tee aus Rize (1956). In: Max Schweizer (Hrsg.): Zwischen Ankara und Lausanne. Chronos Verlag, Zürich 2004.